# Noah Baumbach
Noah Baumbach (New York, 3 settembre 1969) è un regista, sceneggiatore e produttore cinematografico statunitense.

## Biografia
Figlio dello scrittore e critico cinematografico Jonathan Baumbach e della critica Georgia Brown, ha studiato alla Midwood High School e al Vassar College, laureandosi in Inglese nel 1991. Debutta come regista nel 1995 con il film Scalciando e strillando, di cui è anche sceneggiatore ed interprete. In seguito dirige Highball e Mr. Jealousy, mentre nel 2004 è co-sceneggiatore assieme a Wes Anderson di Le avventure acquatiche di Steve Zissou. Nel 2005 dirige Jeff Daniels e Laura Linney ne Il calamaro e la balena, lodato al Sundance Film Festival e nominato all'Oscar per la migliore sceneggiatura originale.
Il giorno del suo compleanno, il 3 settembre del 2005, sposa la fidanzata, l'attrice Jennifer Jason Leigh. Fu proprio la neo-moglie a consigliare al marito l'ingaggio del giovane attore Owen Kline, figlio dei loro amici Phoebe Cates e Kevin Kline, come protagonista de Il calamaro e la balena. Nel 2007 dirige Il matrimonio di mia sorella, con un cast che comprende la moglie, Nicole Kidman e Jack Black, storia di due sorelle molto diverse tra loro che si rincontrano alle soglie del matrimonio di una delle due. In seguito torna a collaborare con Wes Anderson, scrivendo lo script di Fantastic Mr. Fox, film girato con la tecnica della stop-motion, uscito nel 2009.

## Vita privata
Baumbach è stato sposato dal 2005 al 2013 con l'attrice Jennifer Jason Leigh, conosciuta nel 2001 mentre lei recitava a Broadway in Proof,  la loro unione è terminata dopo un divorzio durato tre anni. Assieme hanno avuto un figlio, Rohmer.
Attualmente ha una relazione artistica e sentimentale con l'attrice, sceneggiatrice e regista Greta Gerwig, conosciuta sul set di Lo stravagante mondo di Greenberg. Nel marzo 2019 la coppia ha annunciato di aver avuto un figlio, Harold.

## Filmografia

### Regista
- Scalciando e strillando (Kicking and Screaming, 1995)
- Highball (1997)
- Mr. Jealousy (1997)
- Il calamaro e la balena (The Squid and the Whale, 2005)
- Il matrimonio di mia sorella (Margot at the Wedding, 2007)
- Lo stravagante mondo di Greenberg (Greenberg) (2010)
- Frances Ha (2012)
- Giovani si diventa (While We're Young) (2014)
- Mistress America (2015)
- De Palma, co-diretto con Jake Paltrow - documentario (2015)
- The Meyerowitz Stories (2017)
- Storia di un matrimonio (Marriage Story) (2019)
- Rumore bianco (White Noise) (2022)
- Jay Kelly (2025)

### Sceneggiatore

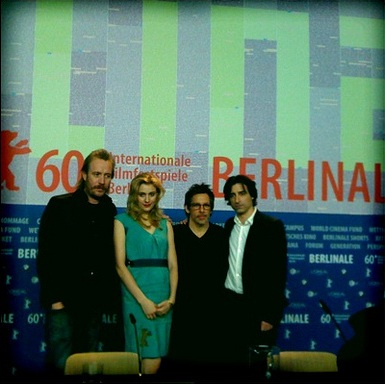
Il cast di Greenberg

- Scalciando e strillando (Kicking and Screaming, 1995)
- Highball (1997)
- Mr. Jealousy (1997)
- Le avventure acquatiche di Steve Zissou (The Life Aquatic with Steve Zissou, 2004)
- Il calamaro e la balena (The Squid and the Whale, 2005)
- Il matrimonio di mia sorella (Margot at the Wedding, 2007)
- Fantastic Mr. Fox (2009)
- Lo stravagante mondo di Greenberg (Greenberg) (2010)
- Madagascar 3 - Ricercati in Europa (Madagascar 3: Europe's Most Wanted) (2012)
- Frances Ha (2012)
- Giovani si diventa (While We're Young) (2014)
- Mistress America (2015)
- The Meyerowitz Stories (2017)
- Storia di un matrimonio (Marriage Story) (2019)
- Rumore bianco (White Noise) (2022)
- Barbie (2023)
- Jay Kelly (2025)

### Produttore
- Alexander the Last, regia di Joe Swanberg (2009)
- Frances Ha, regia di Noah Baumbach (2012)
- Tutto può accadere a Broadway (She's Funny That Way), regia di Peter Bogdanovich (2014)
- Giovani si diventa (While We're Young), regia di Noah Baumbach (2014)
- Mistress America, regia di Noah Baumbach (2015)
- De Palma (2015) - documentario co-diretto con Jake Paltrow
- The Meyerowitz Stories (2017)
- Storia di un matrimonio (Marriage Story), regia di Noah Baumbach (2019)
- Rumore bianco (White Noise) (2022)
- Jay Kelly (2025)

## Riconoscimenti
- Premio Oscar
  - 2006 – Candidatura per la migliore sceneggiatura originale per Il calamaro e la balena
  - 2020 – Candidatura per il miglior film per Storia di un matrimonio
  - 2020 – Candidatura per la migliore sceneggiatura originale per Storia di un matrimonio
  - 2024 – Candidatura per la migliore sceneggiatura non originale per Barbie
- Golden Globe
  - 2020 – Candidatura per la migliore sceneggiatura per Storia di un matrimonio
  - 2024 – Candidatura alla miglior sceneggiatura per Barbie
- Annie Award
  - 2010 – Miglior sceneggiatura in un film d'animazione (condiviso con Wes Anderson) per Fantastic Mr. Fox
- British Academy Film Awards
  - 2020 – Candidatura per la migliore sceneggiatura originale per Storia di un matrimonio
- Festival di Cannes
  - 2017 – In concorso per la Palma d'oro con The Meyerowitz Stories
- Mostra internazionale d'arte cinematografica
  - 2019 – In concorso per il Leone d'oro per Storia di un matrimonio
  - 2022 – In concorso per il Leone d'oro al miglior film con Rumore bianco

- National Board of Review
  - 2005 – Migliore sceneggiatura originale per Il calamaro e la balena